# Fête Impériale
Die Fête Impériale ist der Sommerball der Spanischen Hofreitschule in Wien.
Der Ball wurde 2010 bis 2018 von der damaligen Generaldirektorin der Spanischen Hofreitschule, Elisabeth Gürtler-Mauthner, veranstaltet. Der Erlös kam der Zucht der Lipizzaner zugute.
Der erste Fête Impériale fand am 10. Juli 2010, die zweite am 7. Juli 2011 und die dritte am 29. Juni 2012 statt. Weitere Termine waren der 28. Juni 2013 und der 27. Juni 2014.
In der Winterreitschule wird seit 1735 nicht nur geritten. Schon Maria Theresia veranstaltete Sommerbälle. Der Wiener Kongress tanzte Anfang des 19. Jahrhunderts im nunmehr ältesten Ballsaal von Wien.